# Grand Prix de Plumelec-Morbihan 2011
La 35e édition du Grand Prix de Plumelec-Morbihan a eu lieu le 28 mai 2011. La course fait partie du calendrier UCI Europe Tour 2011 en catégorie 1.1. Elle est la neuvième épreuve de la Coupe de France 2011.

## Classement final
|    | Coureur          | Équipe                  |    | Temps          |
| -- | ---------------- | ----------------------- | -- | -------------- |
| 1  | Sylvain Georges  | BigMat-Aubervilliers 93 | en | 4 h 32 min 5 s |
| 2  | Pierrick Fédrigo | La Française des Jeux   |    | m.t.           |
| 3  | Jérémie Galland  | Saur-Sojasun            |    | m.t.           |
| 4  | Julien Guay      | Roubaix Lille Métropole |    | m.t.           |
| 5  | Julien Simon     | Saur-Sojasun            |    | m.t.           |
| 6  | Tony Gallopin    | Cofidis                 |    | m.t.           |
| 7  | Rob Ruijgh       | Vacansoleil-DCM         |    | m.t.           |
| 8  | Yohan Cauquil    | VC La Pomme Marseille   |    | m.t.           |
| 9  | Jonathan Fumeaux | Atlas Personal-BMC      |    | m.t.           |
| 10 | Julien El Fares  | Cofidis                 |    | m.t.           |